# Grumman C-2 Greyhound
C-2 Greyhound – pokładowy dwusilnikowy samolot transportowy, zaprojektowany do przewozu zaopatrzenia na lotniskowce US Navy - misje typu COD (Carrier Onboard Delivery).

## Historia
Grumman C-2A Greyhound jest pochodną konstrukcją samolotu E-2 Hawkeye. Wspólne dla obu konstrukcji są skrzydła i silniki. Różnice obejmują poszerzony kadłub wyposażony w rampę załadowczą. Jeden z dwóch prototypów swój pierwszy lot wykonał w 1964 roku. Seryjna produkcja rozpoczęła się rok później. C-2A Greyhound zastąpił w roli pokładowego samolotu transportowego wcześniejszą konstrukcję zakładów Grummana - C-1 Trader. W roku 1973 przeprowadzono konstrukcyjne modyfikacje wszystkich użytkowanych samolotów w celu przedłużenia ich zdolności operacyjnych. 
W 1984 roku US Navy zamówiła 39 nowych C-2A, które miały zastąpić starzejące się płatowce. Nowe modele nazwano C-2A(R). W nowych modelach wprowadzono ulepszenia płatowca oraz awioniki. Starsze wersje C-2A zostały wycofane ze służby w roku 1987. Dostarczanie nowych wersji C-2A(R) zostało zakończone w roku 1990.

## Konstrukcja
Zasilany przez dwa turbośmigłowe silniki Allison T56, C-2A Greyhound może dostarczyć ponad 4 500 kg ładunku. Możliwe jest również przystosowanie przestrzeni ładunkowej do przewozu pasażerów. Duża rampa z tyłu kadłuba pozwala na szybki załadunek i rozładunek towarów.
Zastosowanie nowatorskiego, poczwórnego usterzenia pionowego wymuszone było ograniczoną wysokością lotniskowych hangarów. Zewnętrzne powierzchnie sterowe umieszczone są bezpośrednio w osi silników, zapewniając skuteczną kontrolę odchylenia samolotu przy minimalnych prędkościach jakie mają miejsce w czasie startu i lądowania na lotniskowcach.

## Służba
W okresie od listopada 1985 roku do lutego 1987 roku, dywizjon VR-24 i będące na jego wyposażeniu siedem C-2A(R) wykazały wyjątkową gotowość operacyjną. Dywizjon dostarczył 910 000 kg ładunków, 910 000 kg przesyłek pocztowych i około 14 000 pasażerów. 
C-2A(R) Greyhound służyły również w czasie operacji Pustynna Tarcza, Pustynna Burza oraz Operacji Enduring Freedom.
W przyszłości wszystkie 36 użytkowanych samolotów C-2A(R) ma zostać poddane programowi „odmładzającemu” (SLEP - Service Life Extension Program). W założeniach konstrukcyjnych płatowiec miał wytrzymać 10 000 godzin nalotu lub 15 000 lądowań na lotniskowcu. Limity te pozwalają użytkować samolot do 2015 roku. Niestety limit lądowań szybko się wyczerpuje dla większości użytkowanych płatowców, dlatego opracowano program „odmładzający”, który ma zwiększyć limity odpowiednio do 15 000 godzin nalotu lub 36 000 lądowań. Kiedy program zostanie zakończony, pozwoli to użytkować samoloty do 2027 roku. W ramach „odmładzania” przewiduje się ulepszenie konstrukcji skrzydeł, aktualizację nawigacji o system GPS oraz wyposażenie samolotu w system ostrzegania przed kolizją z ziemią. Pierwszy zmodyfikowany C-2A(R) opuścił zakłady we wrześniu 2005 roku (spędził on na ziemi ponad trzy i pół roku - tyle trwało ostateczne rozwinięcie i zabudowanie programu „odmładzania” na płatowcu). Druga z maszyn jest obecnie bliska ukończenia i przewiduje się, że pozostałe 34 samoloty zostaną zmodernizowane przed upływem 5 lat.
We wrześniu 2009 roku US Navy brała pod uwagę możliwość zastąpienia samolotów C-2A(R) konstrukcją Boeinga V-22 Osprey. Jednak wówczas konstrukcja ta została odrzucona i wstrzymano się z planami zastąpienia samolotów C-2 jakąkolwiek inną konstrukcją. Sytuacja ta uległa zmianie, kiedy to na początku 2016 roku US Navy ogłosiła, iż samoloty CMV-22B, zmodernizowana wersja pionowzlotów V-22, jednak zastąpią maszyny C-2 na pokładach lotniskowców, przejmując ich zadania. Dostawy nowych samolotów mają się rozpocząć w 2020 roku.

## Wersje
C-2A
C-2A(R)„Reprocured” C-2A

## Użytkownicy
- USA
  - US Navy
    - VAW-120
    - VRC-30
    - VRC-40
    - VRC-50